# Бух, Арон Фроимович
Арон Фроимович Бух (31 марта 1923, г. Бердичев — 21 февраля 2006, Москва) — российский художник-импрессионист, живописец, участник всесоюзных и республиканских картинных выставок.

## Биография
Родился в семье мелкого торговца-еврея. В 1926 вместе с семьей переехал в Москву.
Тяга к рисованию у Арона появилась в довольно раннем возрасте. Уже в 14 лет Арон начал заниматься в Доме художественного воспитания детей Советского района Москвы. В 1941 году в связи с началом Великой Отечественной войны обучение пришлось прекратить. Семья вместе с восемнадцатилетним Ароном эвакуировалась в г. Энгельс Саратовской области. Здесь Арон Бух с 1941 по 1944 работал на оборонном заводе.
В 1944 вернулся в Москву и с 1944 по 1945 — посещал художественную студию ВЦСПС, где учился под руководством К. Ф. Юона.
В 1947 с отличием окончил Московское областное художественное училище «Памяти 1905 года» у педагога В. Н. Бакшеева. Дипломной работой Буха стала картина «Весна на Сретенском бульваре».
С 1948 участвовал в московских, республиканских и всесоюзных художественных выставках. С 1959 — член Союза художников СССР.

## Творчество
Арон Бух писал только то, что любит — цветы, обнаженных женщин, лес и старую Москву. Но больше всего — свою жену Майю.
Затем Арон Бух увлекся импрессионизмом и постимпрессионизмом.
Арон Бух выработал свою, собственную манеру создания картин. Он считал себя неповторимым, уникальным явлением.
Творчество московского художника Арона Буха известно ценителям искусства во всём мире: его работы — в коллекции испанской королевы, а в США его окрестили «русским Ван Гогом». Составляющие неповторимого стиля Арона Буха — яркая палитра чистых цветов и пастозная манера живописи. Сам художник говорил:

«Я вижу смысл своей жизни и творчества в том, чтобы дать людям исцеление светом. Поэтому работаю неистово и непрерывно»
Его картины, пользуясь популярностью, постоянно экспонировались на всевозможных отечественных и зарубежных выставках, почти всегда их можно увидеть, например, в Центральном доме художника, в некоторых московских галереях — таких, как, например, Галерея «Аист», Галерея Экспо-88 и др.
. Картины Арона Буха сейчас находятся в музеях Российской Федерации: Государственной Третьяковской галерее, Архангельском областном музее изобразительных искусств, Пензенской областной картинной галереи имени К. А. Савицкого, Центральном музее Великой Отечественной войны на Поклонной горе в Москве, Объединенном мемориальном музее Ю. А. Гагарина в г. Гагарин, Переславле-Залесском историко-художественном музее, а также в музеях и частных коллекциях более чем в 20 странах Америки, Азии и Европы. Несколько картин Арона Буха можно увидеть в экспозиции Музея истории горо.
- Сын — Феликс Бух (род. 1948), художник-график, живописец, мозаичист. Второй сын — Григорий Бух (род. 1974) — художник-живописец.

## Выставки
- 2013[1], открытый клуб, Москва

## Семья
- Бух, Феликс Аронович (1948—2024) — сын, российский монументалист, мозаичист, живописец, график, скульптор.